# Bischofshofen
Bischofshofen (« les fermes de l'évêque ») est une ville autrichienne située dans le district de Sankt Johann im Pongau du land de Salzbourg .

## Géographie

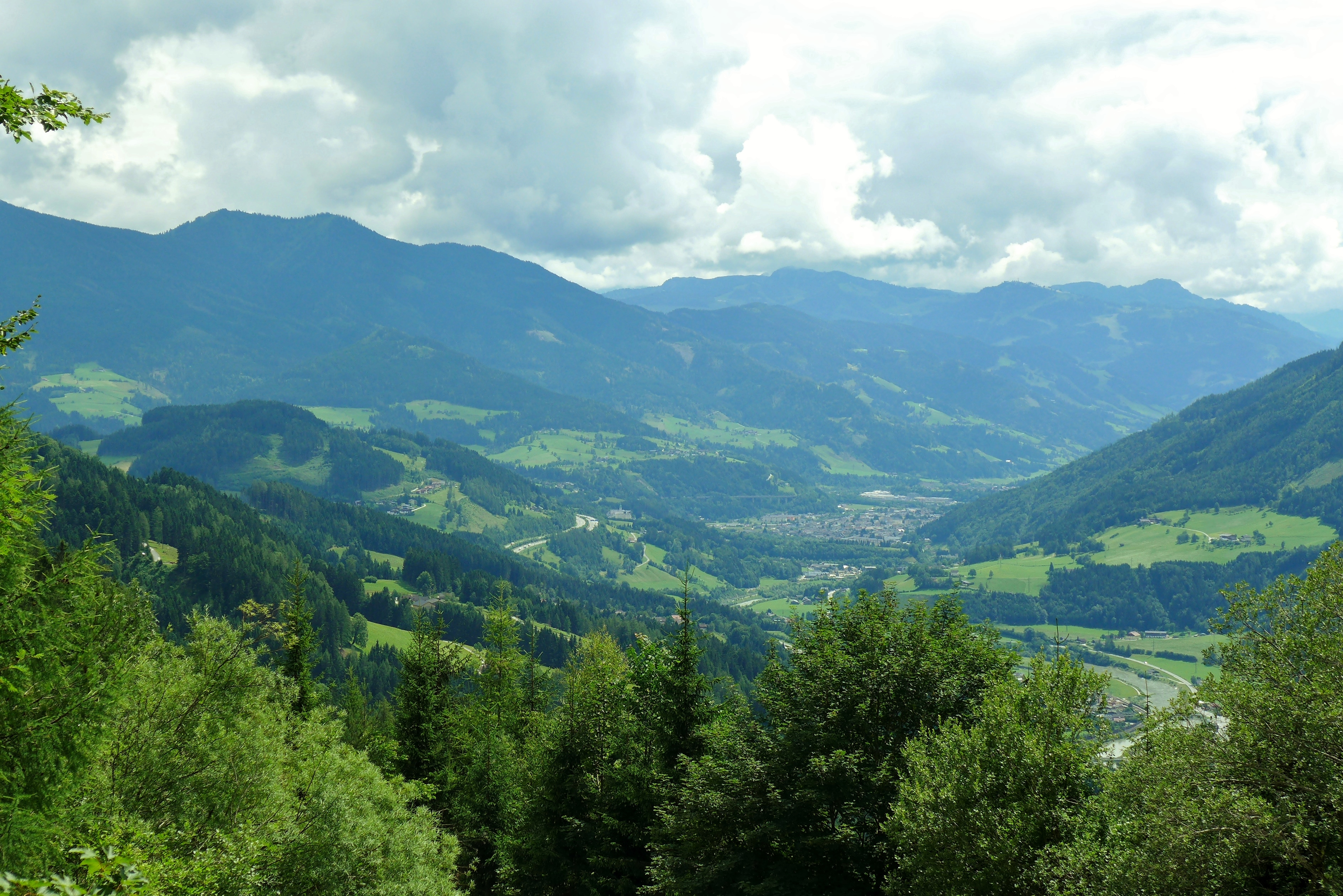
Vue sur la vallée de la Salzach.

La ville se trouve sur les rives de la Salzach; à environ 50 kilomètres au sud de Salzbourg et juste au nord de Sankt Johann im Pongau, le chef-lieu du district. Elle est entourée par les montagnes des Préalpes orientales septentrionales: le massif du Hochkönig (Alpes de Berchtesgaden) à l'ouest, le Hochgründeck au sud-est, et le massif de Tennen au nord-est.
La gare de Bischofshofen est un nœud de correspondances des lignes ferroviaires de Salzbourg à Tyrol et à Selzthal en Styrie. La ville est également accessible par l'autoroute A10 (Tauern Autobahn) à la sortie Pongau/Bischofshofen.
En tant que plus important employeur de Bischofshofen, Liebherr emploie quelque 1 100 personnes dans ses installations de fabrication de chargeurs sur pneus. La verrerie Pilkington et le chaudronnier Loos International sont aussi présents.

## Histoire
Des fouilles archéologiques sur le mont Götschenberg ont montré que la région était déjà occupée il y a 5000 ans, le cuivre y était exploité. Les Celtes (culture de Hallstatt et La Tène) y étaient présents à partir du Ve siècle av. J.-C. Des restes d'une occupation par les Romains au Ier siècle apr. J.-C. ont aussi été trouvés.

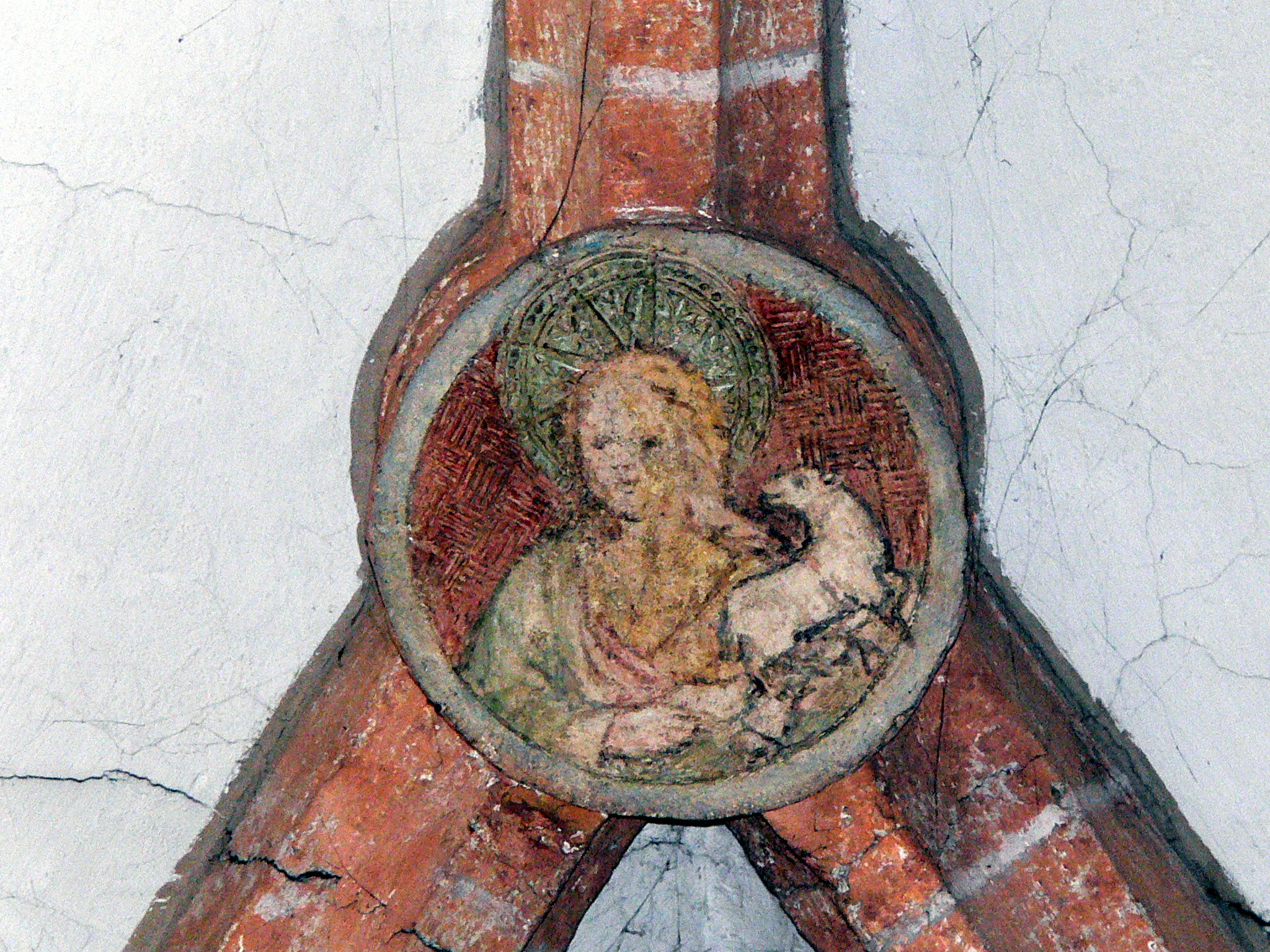
Représentation de St Jean-Baptiste (1440) dans la Frauenkirche.

Le lieu de Bischofshofen est l'un des plus anciens de la région. La première mention date de l'année 711 lors de la fondation d'un couvent (Cella Maximiliana) par saint Rupert de Salzbourg avec l'approbation de la dynastie bavaroise des Agilolfing et de la noble famille romane des Albina à Oberalm. Cette abbaye fut détruite par les tribus slaves de Carantanie dans les années 720. Vers 750, elle fut le sujet d'une dispute concernant les droits de propriété entre le duc Odilon de Bavière et l'évêque Virgile de Salzbourg. En 798, le successeur de Virgile, Arn de Salzbourg, obtint le retour de l'abbaye dans les possessions de l'archidiocèse de Salzbourg. La Cella Maximiliana fut détruite une nouvelle fois en 820.
Le nom de Hoven apparaît pour la première fois en 1151. La plupart des domaines et un chapitre des chanoines fondé en 1106 passe au nouveau diocèse de Chiemsee en 1216. Par ailleurs, la région fut gouvernée par les ministériels des princes-archevêques de Salzbourg
La guerre des paysans atteint Bischofshofen en 1525 et ce lieu devient un des centres du soulèvement : les insurgents ont assiégé le château de Hohenwerfen au nord ; cependant, après des lourdes défaites contre les  forces auxiliaires de la ligue de Souabe à Radstadt et à Zell, ce mouvement est réprimé. Lorsque le village passe finalement à la religion protestante, les affrontements avec les princes-archevêques perdurent. À la suite de la Contre-Réforme, à partir de 1732, les protestants sont chassés de la ville tout d'abord sans leurs enfants. Devant la grande quantité d'orphelins dont il fallait s'occuper, cette mesure ne fut bientôt plus appliquée. Environ 70 % de la population protestante préféra quitter le pays ; accueillie par le roi Frédéric-Guillaume Ier, la plupart s'en allèrent vers Gumbinnen en Prusse-Orientale.
La principauté archiépiscopale de Salzbourg fut sécularisée en électorat par le Recès d'Empire en 1803 ; à la suite du congrès de Vienne en 1815, les domaines sont passés à l'empire d'Autriche. Bischofshofen comptait 1816 habitants en 1869. Après la construction des lignes de chemin de fer reliant Salzbourg à Wörgl en Tyrol et à Graz en Styrie, en 1875, la ville devint un centre économique important. Aujourd'hui, elle compte plus de 10 000 habitants.

## Culture et patrimoine

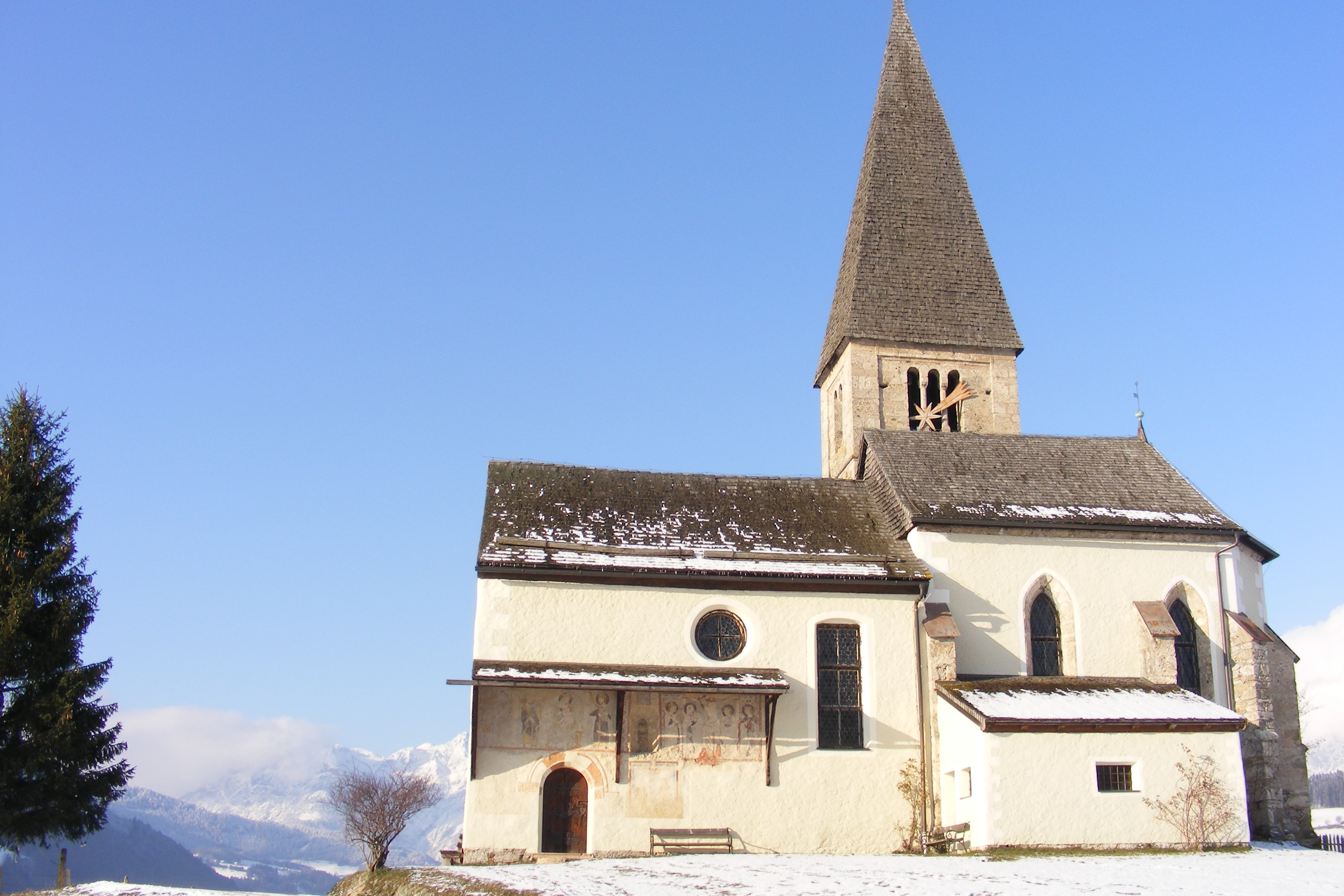
L'église Buchbergkirche.

À Bischofshofen, le Museum am Kastenturm présente les 5 000 ans d'histoire de la ville. Il y a quatre églises : Pfarrkirche, Frauenkirche, Georgikirche et Buchbergkirche. Cette dernière se trouve sur la Buchberg et offre un panorama sur les vallées de la Salzach et du Fritzbach.

## Sports
La ville est un centre de sports d'hiver connue pour son domaine skiable et en particulier pour le ski nordique. Bischofshofen est aussi célèbre pour le tremplin Paul Ausserleitner, un tremplin de saut à ski qui fait partie de la tournée des quatre tremplins. Près du tremplin, il y a une piscine.

## Villes jumelées
- Unterhaching, Allemagne (depuis 1979) ;
- Adeje, Espagne.